# 61400 Voxandreae
61400 Voxandreae è un asteroide della fascia principale. Scoperto nel 2000, presenta un'orbita caratterizzata da un semiasse maggiore pari a 2,6315684 UA e da un'eccentricità di 0,1323459, inclinata di 11,12242° rispetto all'eclittica.